# شقة

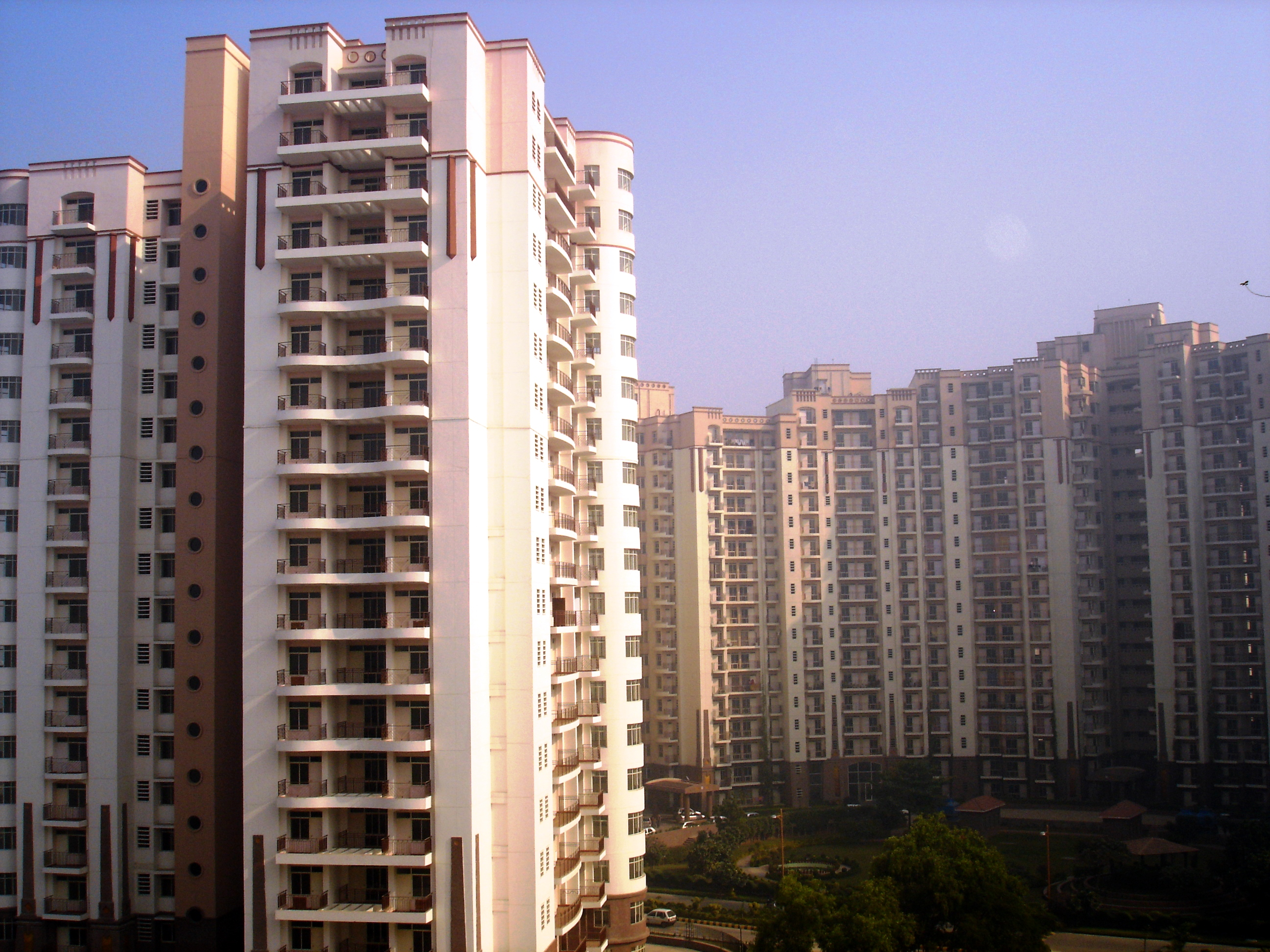
شقق سكنية في الهند.

الشَّقَّةُ (جمعها شُقَقٌ) هي وحدة سكنية تقع ضمن مجمع سكني متعدد الطوابق، ويتألف كل دور من أدوار المبنى السكني من شقة أو أكثر. تكون الشقق السكنية مؤجرة لساكنيها أو مملوكة لهم دون أن تمتد الملكية إلى الأرض التي أقيم عليه المبنى.

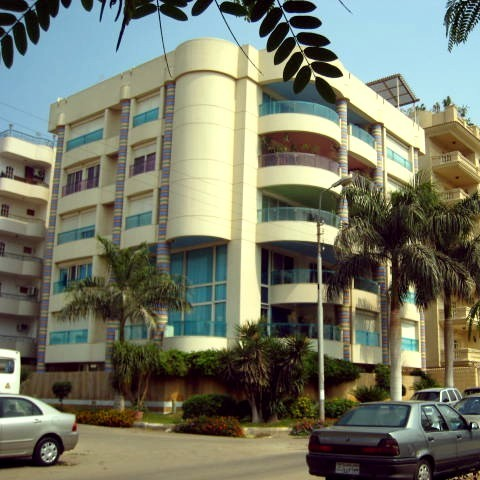
عمارة سكنية في القاهرة، وتتضمن عدة شقق.

تتميز الشقق السكنية بسعرها المنخفض إذا ما قورنت مع المنازل المفردة. كما أن للبناء العمودي إيجابيات كثيرة، بدل من البناء الأفقي وخاصةً في المدن الكبرى، والتي تعرف نمو سكانيا كبيرا.